# Keith Reynolds
Keith Reynolds (nascido em 25 de dezembro de 1963) é um ex-ciclista britânico. Representou o Reino Unido nos Jogos Olímpicos de 1984, em Los Angeles, onde competiu no contrarrelógio, terminando na oitava posição.